# الحرملك العثماني

جارية أو حظية إمبراطورية.

الحرملك (الحريم) الإمبراطوري (بالتركية العثمانية: حرم همايون، Harem-i Hümâyûn) في الإمبراطورية العثمانية هو حرملك السلطان العثماني - المكون من الزوجات والخدم (كل من الجواري والخصيان)، والأقارب الإناث ومحظيات السلطان. وكانوا يشغلون جزءًا منعزلًا (سراي) من السكن الإمبراطوري العثماني. وقد لعبت هذه المؤسسة دورًا اجتماعيًا مهمًا داخل البلاط العثماني، وكان لها سلطة سياسية كبيرة في الشؤون العثمانية، خاصة خلال الفترة الطويلة المعروفة باسم سلطنة الحريم (تقريبًا من عام 1533 حتى عام 1656).
يدعي العديد من المؤرخين أن السلطان تعرض للضغط من قبل أعضاء الحرملك من خلفيات إثنية أو دينية مختلفة للتأثير على جغرافية حروب التوسع العثمانية. وكانت السلطة المطلقة في الحرملك الإمبراطوري للسلطانة الأم التي تحكم النساء الأخريات في الأسرة. وكانت قرينات السلطان عادةً من الجواري في الأصل، بما في ذلك السلطانة الأم.
كان قيزلر آغاسي (آغا السراري) (Kızlarağası، المعروف أيضًا باسم «الزعيم الأسود الخصي» بسبب الأصل النيلي لمعظمهم) هو رأس الخصيان المسؤولين عن حراسة الحرملك الإمبراطوري.

## علم أصول الكلمات
كلمة «حريم - harem» مشتقة من كلمة «حريم» أو «حرام» العربية، والتي تعطي دلالات على أمر مقدس وممنوع، ويؤكد هذا المصطلح أيضًا أن النساء من أفراد الأسرة فقط وبعض أفراد الأسرة من الذكور كانوا قادرين على دخول هذه المناطق. كما يجري إرجاع الكلمة إلى معنى «الحرم»، مما يعكس الجانب المجتمعي والمكرّم من الحرم.

## الحرملك كمؤسسة اجتماعية وسياسية
عندما أصبح السلطان كثير التواجد في القصر جرى إعفاء أفراد عائلته، الذين كانوا مشتتين سابقًا بين عواصم المقاطعات، من واجباتهم العامة وتجمعوا في العاصمة الإمبراطورية. وأدى الانتقال الرسمي لأعضاء السلالة العثمانية إلى الحرملك في قصر طوب قابي في القرن السادس عشر إلى تحويل الحرملك الإمبراطوري تدريجيًا إلى هيكل اجتماعي وسياسي منظم جيدًا بشكل هرمي ومؤسسي، مع بروتوكولات وتدريب صارم. وفي نهاية القرن السادس عشر لم يغادر أي فرد من العائلة المالكة ذكرًا كان أم أنثى العاصمة، باستثناء السلطان نفسه. وكان كل من الأطفال والأمهات شاغلين دائمين للعالم الداخلي للقصر. وكان الحرملك الرمز المطلق لسلطة السلطان. وكانت ملكيته للنساء، ومعظمهن من الجواري، علامة على الثروة والسلطة والبراعة الجنسية. كما أن التركيز على عزل الحريم وحياة الأسرة الحاكمة عن نظر الجمهور أكد سلطته، حيث أن المقربين منه فقط هم الذين يتمتعون بامتياز التفاعل معه على انفراد. وكانت السلطانة الأم هي الشخص الوحيد في الحرملك فقط الذي له حق التعامل مع العامة مع «طقوس وحاشية تتناسب مع وضعها». وجرى إدخال المؤسسة في المجتمع التركي باعتماد الإسلام، تحت تأثير الخلافة العربية، التي اقتدى بها العثمانيون. ولضمان طاعة النساء جرى شراء العديد منهن واستعبادهن. ومع ذلك لم يكن كل أعضاء الحريم عبيدًا. فقد كانت الزوجات الرئيسيات وخاصة اللواتي تزوجن لتوطيد التحالفات الشخصية والأسرية من النساء الحرات. ولكن كان هذا الاستثناء وليس القاعدة.
خدم الحرملك الإمبراطوري أيضًا كمؤسسة موازية لمنزل السلطان من الخدم الذكور. وجرى تزويد النساء بتعليم مساوٍ تقريبًا للتعليم المقدم للذكور. وفي نهاية تعليم كل منهم يجري تزويج الرجال والنساء ببعضهم و«يتخرجون» من القصر لشغل مناصب إدارية في مقاطعات الإمبراطورية. وكان هناك هيكل هرمي مميز داخل الحرملك يقوم على العلاقات الأسرية بين النساء. ولم تقتصر هذه العائلة على روابط الدم ولكنها شملت الأسرة المالكة بأكملها، والتي تتكون أساسًا من العبيد بالنسبة للأغلبية. وبعد تطور الحرملك الإمبراطوري من القرن السادس عشر فصاعدًا، يظهر أنه في حين أن الهيكل التنظيمي للحرملك لم يكن ثابتًا أبدًا وأن أعداد وأدوار الخدم داخل القصر كانت متقلبة باستمرار، كان هناك شعور قوي بالاستمرارية المؤسسية والصلابة والتسلسلات الهرمية التي لا تتغير داخل الحرملك. وكانت والدة السلطان، السلطانة الأم، تملك السلطة على الحريم وهذه السلطة امتدت أحيانًا إلى المجتمع. وكانت الوصي على السلطة الإمبراطورية، وعملت على تعزيز حكم ابنها واستمرار السلالة. وكانت على رأس التسلسل الهرمي للإناث. وبعد ذلك كانت بنات السلطان، اللواتي كن يُطلق عليهن أيضًا سلطانات. وكانت الأميرات موضع الإعجاب ويمكن أن تنافسن والدهن على الشعبية والتقدير. وكن أيضًا مفيدات للتحالفات السياسية التي ضمنتها زيجاتهن للإمبراطورية. وهؤلاء النساء كن معروفات في جميع أنحاء الإمبراطورية وكان لهن سمعة مهمة لدعمها. وبالتالي فإن جزءًا صغيرًا فقط من النساء في الحرملك انخرطن فعليًا في علاقات جنسية مع السلطان، حيث كان من المقرر أن يتزوج معظمهن من أعضاء النخبة السياسية العثمانية، أو لمواصلة خدمة السلطانة الأم. وداخل الحرملك كانت السلطانة الأم هي المفضلة لدى السلطان أو الأكثر فاعلية في خلق دعم لنفسها أو لأبنائها، وخلق جسر بين القصر والعالم الخارجي. ودارت سياسة الحريم حول إنشاء الموروثات الأمومية وإيجاد طرق لكسب التحالفات والدعم من العالم العثماني الأكبر خارج أسوار الحرملك.

## سكن الحرملك
احتل الحرملك الإمبراطوري أحد الأقسام الكبيرة للمساكن الخاصة للسلطان في قصر طوب قابي والتي تضم أكثر من 400 غرفة. وجرى نقل الحرملك إلى قصر طوب قابي في أوائل ثلاثينيات القرن الخامس عشر. وبعد عام 1853 احتل الحرملك مكانًا بنفس القدر من الفخامة في القصر الإمبراطوري الجديد في طولمة باغجة. وكان الهدف من بناء القصر الإمبراطوري هو إيصال «هوية مكان إقامة الملك باعتباره الساحة المركزية للإمبراطورية وصعوبة الوصول إلى صاحب السيادة في تلك الساحة».

### قصر طوب قابي

#### التصميم المعماري لقصر طوب قابي
يعكس الموقع الاستراتيجي والتصميم المعماري لسكن الحرملك داخل قصر طوب قابي تحولًا حيويًا في التأثير الجديد للحريم وقوته داخل القصر. في القصور السابقة كانت مساكن الحريم تقع دائمًا في الجزء الخلفي البعيد من القصر، مخفية بعيدًا عن الكثير من سكان القصر. وفي تخطيط قصر طوب قابي كان الحرملك يقع في الجناح الأيمن خلف مبنى المجلس الإمبراطوري مباشرة؛ ولأول مرة في التاريخ العثماني كان الحرملك الإمبراطوري محوريًا ومرئيًا في الحياة السياسية العثمانية. وعكست تمركز أماكن سكن الحرملك في قصر طوب قابي تغيرًا في ديناميكيات السلطة بين رجال القصر ونساء الحرملك.
كان قصر طوب قابي بمثابة المقر الملكي للسلطان العثماني لمدة أربعة قرون. وهناك مصادر كثيرة حول هذا الهيكل ما يجعله واحدًا من أكثر المباني توثيقًا في العالم الإسلامي. وتغير الهيكل المعماري للحرملك بمرور الوقت بسبب تجديدات السلاطين المتتالية. وفي عهد مراد الثالث (1574-1595) كان لكل من زوجاته الأربعين سكن منفصل داخل حرملك طوب قابي. ومن ناحية أخرى تسكن الجواري في مهجع كبير. وفي ذلك الوقت كانت العلاقات الجنسية للمرأة مع السلطان هي التي تحدد مكان إقامتها. بمجرد أن تمارس الجارية الجنس مع السلطان تصبح لديها غرفتها الخاصة ومرافقاتها وخادمات للمطبخ وخصي وأجر. وكل هذه الميزات كانت تزداد في حال حملت. وإذا أنجبت طفلًا فقد يجري نقلها إلى سكن أكبر. وقد ضاعف السلطان مراد الثالث حجم الحرملك الإمبراطوري ثلاث مرات منذ عام 1574 حتى عام 1595.